# Chiloecia
Chiloecia is een geslacht van schietmotten uit de familie van de Sericostomatidae. Het geslacht werd voor het eerst wetenschappelijk beschreven door L. Navás in 1930.

## Soorten
Het genus is monotypisch en bevat de volgende soort:

- Chiloecia lacustris Navás, 1930